# POP MASTER
《POP MASTER》是日本聲優，歌手水樹奈奈第24張單曲。在2011年4月13日由King Records MM製作部發售，商品番號KICM-1336。

## 单曲解説
与第23张单曲SCARLET KNIGHT同時发售。是自第4张单曲LOVE&HISTORY与第5张单曲POWER GATE之后，9年来第一次有2张单曲同时发售。主打歌POP MASTER是日本电视台系列2011年夏播出的的应援曲，水树本人亦在部分地区的地区大会上担任表演嘉宾。原定於2011年3月拍攝PV，但是因為東日本大震災而需要延期至9月3日的fan club event中進行。
价格与SCARLET KNIGHT相同，因奈々的谐音定价777日元、收录曲全2曲，是水树至今所有音乐作品中，最快完成的一张。初回盤付有特制的限定特典卡。POP MASTER也是在第62回NHK紅白歌合戰中，水樹演唱的曲目。

## 收錄曲
1. POP MASTER
  - 日本电视台系列「第31回全国高等学校クイズ選手権」应援曲

作詞・作曲：水樹奈奈、編曲：藤間仁（Elements Garden）
2. UNBREAKABLE
  - 任天堂3DS版・PSP版片头曲(OP)

作詞：藤林聖子、作曲：俊龍、編曲：陶山隼